# Битва під Новгородом-Сіверським (1632)
Битва під Новгород-Сіверським (1632) — серія битв під містом та в місті Новгород-Сіверський між загіном Речі Посполитої і запорізьких козаків під керівництвом Яна Кунинського з одного боку й загіном Московської держави під керівництвом Боїма (Бориса) Болтіна протягом грудня 1632 року. Один із ключових епізодів Смоленської війни.

## Передумови
За умовами Деулінського перемир’я 1618 року, Московська держава передала Польщі смоленські, чернігівські й сіверські землі. Перемир’я повинно було тривати до 1 червня 1633 року, але поступове зміцнення Московської держави к початку 1630-х рр., на думку московського уряду, давало шанси на повернення земель, захоплених Річчю Посполитою за результатами війни 1609–1618 рр., насамперед — Смоленська.

Подією, що прискорило початок військових дій, стала смерть польського короля Сигізмунда III, що настала 30 квітня 1632 року.
Аж до серпня 1932 року Московська держава не робила активних військових дій. Лише 9 серпня 1632 року, через певні обставини, воєвода Михайло Шеїн віддав наказ армії висуватися з Москви.

Ведення воєнних дій на Подесенні Московською державою розглядалося як допоміжний театр ведення бойових дій. Головні сили були скеровані під Смоленськ, але події, що відбувалися на Подесенні, зробили певний вплив на результати всієї Смоленської війни загалом.

Хоча Сіверщина була краще освоєна й густо заселена, ніж деякі регіони Речі Посполитої, однак ситуація для неї погіршилася тим, що всі замки даного регіону були дерев’яні, а їхня залога нечисленна. Було чимало й інших чинників, які ускладнювало підготовку Речі Посполитої до війни з Московською державою.

## Підготовка до битв
З інспекційною метою на початку 1632 року польський уряд двічі надсилав своїх комісарів до Сіверщини для того, щоб вони обстежили стан укріплень, а також здійснили спроби зміцнити їхні нечисельні гарнізону.

Ще в 1631 році в Новгород-Сіверському було розміщено 50 німецьких найманців із планованих 500, але чи брали ці найманці участь у подіях 1632 року, достовірно невідомо. Історично відомо, що в травні 1632 року залога Новгород-Сіверського поповнилася майже 90 кіннотниками, яких з Ніжина особисто надав колишній капітан Новгород-Сіверського Щасни Вишель.
Військові дії не обмежилися на смоленському напрямку. Московські воєводи пробували атакувати поляків на Подесенні, але поляки й литовці завдавали ударів у відповідь.

Прикордонні, грабіжницькі походи невеликих загонів, були спрямовані на знищення інфраструктури навколо великих опорних пунктів, одним із яких був Новгород-Сіверський.

Наприклад, у листопаді 1632 року в Москві отримали донесення Федора Кириловича Плещеєва, у якому він доповідав про несанкціонований похід своїх підлеглих за кордон. Жителі Волхова й Севська в кількості 35 воїнів розграбували два села, незважаючи на заборону «ходити до Литви». Після повернення вони були доставлені в розправу, де покаялися в скоєному. Крім одягу, полотна та іншого майна в них вилучили 12 коней, 25 корів, 33 вівці, дев’ять діжок меду.

Подібні заходи навряд чи були ініційовані згори. Царський уряд наказував не провокувати українців, сподіваючись, що, завдяки релігійним розбіжностям із католиками та уніатами, вони втянуться в боротьбу з поляками.

Такі дії не могли не насторожити новгород-сіверського капітана Яна Кунинського, який усе активніше накопичував сили для оборони Новгород-Сіверського.

Крім оборонних заходів, московським прикордонним воєводам було наказано посилати війська на міста, що належали раніше Московській державі і відійшли до Речі Посполитої за Деулінському перемир’я 1618 року. За задумом московського уряду, такі дії повинні були сприяти поверненню цих міст під юрисдикцію Москви.

Одним із таких міст, який відігравав стратегічну роль у контролі над певною частиною водних та сухопутних шляхів був Новгород-Сіверський. Його взяття дозволяло би створити певні умови для подальшого завоювання Чернігово-Сіверщини.

Місцем формування загону «ратних людей» для бойових дій проти польсько-литовських військ Сіверщини став Севськ. До Севську були послані воєводи Федір Кирилович Плещеєв і Баім (Борис) Федорович Болтін, які «збиратися з людми в Сєвськ». Але в листопаді 1632 року Федір Плещеєв, перебуваючи в Севську, помер. На його місце був присланий Іван Федорович Єропкін, брат севського городового воєводи Михайла Федоровича Єропкіна. Наприкінці листопада того ж року загін Баїма Болтіна із Севска попрямував до Новгород-Сіверського.

До загону входили служиві люди з Брянська, Карачева, Севська і «охочі люди» з Комарицкой волості. Чисельність даного загону історично не зафіксовано, але на основі пізніших даних можна зазначити, що перед вирішальним штурмом Новгород-Сіверського під його керівництвом було 1260 воїнів.

## Хід битви
З початком бойових дій Московської держави, новгород-сіверський капітан Ян Кунинський встиг здійснити низку заходів для оборони замку в місті, наказавши укріплювати його та звозити провіант. Залога замку за даними московської розвідки складала орієнтовно 300 людей кінноти та піших воїнів (шляхти, ленників та пахолків), 30 гайдуків, 500 людей «різної народності» та запорізьких козаків. Обороняючи мали також 12 мідних литих гармат польової стрільби, 10 залізних фортечних гармат із 6 бочками пороху. Разом із залогою, у замку сконцентрувалися міщани й осадники (селяни, які походили з Великого князівства Литовського або ж сусідніх українських воєводств) числом до 600 осіб, зважаючи на невелику площу замку.

Не маючи достатньо сил для оборони всього міста, новгород-сіверський капітан Ян Кунинський зосередився на обороні виключно внутрішньої частини міста, його замку. Зважаючи на невелику його площу, яка не могла вмістити всіх, він вирішив зосередити тих, кого вважав менш прихильними до польської корони, та більш схильними до зради поза стінами замку. У посаді міста, на місці зруйнованого православного Троїцького монастиря, званому тепер Кляштор, де розміщувався домініканський костел, він розмістив так званих «московських» селян, які до 1618 року були московськими підданими. Вочевидь, для більшої їхньої лояльності, членів їхніх сімей як заручниками залишив у замку. Розмістивши цей люд у костелі, Ян Кунинський додатково направив для їхньої охорони із сотню запорозьких козаків, які були в його розпорядженні, додавши ще і дві невеликі гармати, що дозволяли посилити оборону костелу.

Коли саме воєвода Баїм (Борис) Болтін зі своїм загоном вирушив із Севська, невідомо. Вочевидь, що після переправи через Путивський перевіз поблизу Новгород-Сіверського, Баїм (Борис) Болтін відправив найбільш рухому частину свого загону — кінноту (ймовірно 400–600 осіб) під головою Семена Болтіна під Новгород-Сіверський, сподіваючись розвідати стан противника, а в кращому випадку зненацька захопити місто.

Володіючи інформацією про наближення невеликого загону до Новгород-Сіверського та маючи на меті перехопити ініціативу, з міста було вислано кінний загін (ймовірно 150-200 воїнів). Обидва загони зійшлися в битві недалеко від міста, оскільки розбитий польський загін із втратами зміг відійти у замок. Вочевидь сприяла перемозі значна чисельна перевага загону Семена Болтіна. Лише полоненими було взято 25 осіб, не рахуючи тих, хто залишився на полі бою.

Уже 5 грудня загін під командуванням Баїма (Бориса) Болтіна був під Новгород-Сіверським. Оскільки польська залога перебувала у замку, загін Баїма (Бориса) Болтіна увійшов у посад, та розмістився в посаді за земляним валом.
З огляду на поразку своєї кінноти та нечисленність оборонців, Ян Кунинський зміг надіслати своїх посланців із проханням про допомогу. Невідомо, чи вдалося посадському мужику Роману Медведєву пробратися до Лубен, але відомо, що шляхтичу Михайлу Орлу вдалося пробратися до Ніжина. Колишній новгород-сіверський капітан Щасни Вишель пообіцяв Михайлу Орлу, що надасть Новгород-Сіверському військову підмогу, не визначивши термін її надання.
Варто зазначити, що на відміну від Яна Кунинського, Боїм (Борис) Болтін не мав артилерії. Усе це позначилося під час перших сутичок, які відбулися вже 7 і 10 грудня.
Отримавши інформацію, що костел на кляшторі утримують православні, Баїм (Борис) Болтін відрядив розвідника для перемовин про його здачу, або допомогу в оволодінні кляштора з костелом. «Московські» селяни дали знати, що вони ради були б це вчинити, але виправдовувалися своєю неспроможністю: „Як ми це вчинено, коли нас береже 100 козаків«. Вочевидь, що була досягнута з ними домовленість, що вони не будуть чинити опору під час штурму костелу і кляштору.

Ще 9 грудня «московські» селяни повідомляли Баїму (Борису) Болтіну, що Ян Кунинський наказував їм чекати з чотири тижні, до отримання їм підмоги, обіцяючи, у разі якщо допомоги не буде, відпустити всіх із кляштору, змусивши присягнути на вірність королю («хреста цілувати»).

Сподівання Яна Кунинського на підмогу з кожним днем ставали все більш марними.

За таких умов загін Баїма (Бориса) Болтіна вночі 10 грудня пішов на штурм костелу і кляштору. Взяття костелу було початком успіху Баїма (Бориса) Болтіна, оскільки за поляками залишався тільки замок, що дозволяло сконцентруватися виключно на його облозі. Під час захоплення костелу і кляштору було звільнено 152 «московські родини», а козацька залога залишившись без підтримки була знищена. Кількість втрат загону Боїма (Бориса) Болтіна невідома.

Зважаючи на відсутність артилерії в Боїма (Бориса) Болтіна, осада замку спочатку не принесла очікуваних результатів. Для того, щоби захистити свій загін від вилазок ворога, Баїм (Борис) Болтін, наказав звести острожки навколо замку, особливо зі сторони Гжатської пристані. Така пересторога допомогла, коли польська залога, здійснила вилазку з наміром зруйнувати один із таких острожків, однак вона була вчасно помічена, а частини під керівництвом Івана Волжина та Ігната Кривцова відтіснили нападників назад у замок.

Будівлі захопленого посаду дозволяли загону Боїма (Бориса) Болтіна захиститися від вогнепальної зброї та артилерії ворога. З огляду на попередні успіхи, воєвода Баїм (Борис) Болтін вважав за можливе взяття замку без артилерії. В очікуванні підмоги Баїм (Борис) Болтін не штурмував замок, оскільки втрати піхоти були відчутні (більше чверті особового складу серед севських стрільців).

У Розрядний приказ він писав, що місто міцне, добре стоїть на високому з усіх боків у ріст насипі. Води в них відняти не вміємо, бо тайник зроблено з міста аж у Десну ріку. А під тим місцем, де тайник, у них річка не замерзає.

Коли до Баїма (Бориса) Болтіна надійшла допомога достовірно невідомо, але вона надійшла. 250 воїнів (боярських дітей, стрільців, козаків) із собою надав Григорій Толченінов та 70 «охочих людей» селітряник Дмитро Горбунов. Це підсилило атакуючих та покрило втрати, дозволивши Боїму (Борису) Болтіну сконцентрувати під своїм керівництвом напередодні вирішального штурму 1260 воїнів.
Точних даних, коли відбувся вирішальний штурм немає. За одними даними це відбулося 20 грудня, за іншими 30 грудня

Зважаючи на те, що замок було виготовлено із дерева, ймовірно, що селітрянику Дмитрові Горбунову з його людьми вдалося підпалити Єрусалимську в’їздну башту замку. У такій спосіб атакующим вдалося спалити добрую половину замку.

Частина оборонців разом Яном Кунинським пробилася на Троїцьку (північну) башту, що над Водними воротами. Розміщені між Кляштором і замком, ці ворота виходили на Гжатську пристань і до Десни. Через них вони кинулися навтьоки Стародубською дорогою, але залога, розміщена в острожках Боїмом (Борисом) Болтіним не дала їм це зробити.

Одинадцять шляхтичів та два ксьондзи засіли в Микільській башті, що над Чернігівськими воротами. Розміщені між замком та Микільською церквою, Чернігівські ворота виходили на Стародубський шлях. Ймовірно, вони бачили невдалу спробу прорватися з палаючого міста, тому розуміючи свою безвихідь, погодилися на запропоновану капітуляцію. Софрон Тютчев, Ігнат Кривцов, Олександр Хитров та Іван Стремоухов стали парламентарями в цих перемовах.

Решта польської залоги в таких умовах почала здаватися на милість переможців. Місто було взято, приблизно 400 осіб здалися в полон. Бранців двома партіями відправлено до Москви (75 шляхтичів, понад 330 гайдуків, пахолків, ланових і запорізьких козаків). Переможцям дісталася й частина артилерії, що перебувала в місті: 8 з 12 мідних литих гармат та 5 з 10 фортечних.

## Подальший хід подій
Із взяттям міста, Баїм (Борис) Болтін був призначений у ньому воєводою. Відтепер йому необхідно було відновити обороноздатність згорілої частини замку.

У записах Розрядного приказу того часу зберігся царський наказ, надісланий до Новгорода-Сіверського 16 січня 1633 року, який вимагав укріплення старих та зведення нових укріплень, а також звезення провіанту для оборони від «литовських людей» і черкас.
За царським наказом, воєвода Іван Федорович Єропкін повинен був допомогти Баїму (Борису) Болтіну посилити обороноздатність Новгород-Сіверського та вирушити на допомогу другому брянському воєводі В. Алад`їну, який наступав на Стародуб. Воєвода Іван Єропкін вочевидь поспішав, через що в нього постійно виникали якісь непорозуміння із Баїмом (Борисом) Болтіним. Пам’ятаючи, про обіцянку Щасного Вишеля надати озброєну допомогу Яну Кунинському, намагаючись убезпечити себе та тих, хто залишався разом із ним, Баїм (Борис) Болтін замість спаленої Єрусалимської башти почав зводити дерев’яну вежу заввишки 10 сажнів, та наполягав на необхідності укріплення міста.

Із прибуттям до Новгорода-Сіверського німецьких найманців на чолі з полковником Анце-Фрідріхом Фуцом на початку нового 1633 року, воєвода Іван Єропкін разом із ним, та частиною свого загону, який ймовірно брав участь у штурмі міста, вирушив на Стародуб.

Ймовірно, воєвода Іван Єропкін активну участь у будівництву острогу на місці згорілого замку не брав, бо вже 8 січня 1633 року був під Стародубом, хоча коли за службу свою просив у царя нагороди, вказував, що поставивши острог на городищі і зміцнити облогу, за вашим царським наказом пішов під Стародуб.

Уже за три години перед світанком 17 січня 1633 року окремі підрозділи Олександра Пісочинського, з’явилися під Новгород-Сіверським, у чоловічому Спаському монастиреві. Розвідникам Баїма (Бориса) Болтіна вдалося з’ясувати, що основний пункт збору був призначений у селі Мезин.

Замість Івана Єропкіна, на допомогу Баїму (Борису) Болтіну, у Новгород-Сіверський був призначений Іван Бобрищев-Пушкін, який для посилення обороноздатності замку привіз дві пищалі та ядра до них. Ймовірно, що захоплені під час штурму гармати, для взяття більш міцного в обороні Стародуба повіз із собою загін Івана Єропкіна.

Відповідно до царського наказу, на допомогу новопризначеного воєводи Новгород-Сіверського Баїма (Бориса) Болтіна повинно було відправлено по 100 стрільців із Путивля, Севська й Рильська, 100 дітей боярських із Курська та Рильська, а також козаків із Рильська. Загальна чисельність залоги міста повинна була скласти 1000 осіб. (520 в підпорядкуванні Івана Бобрищева-Пушкіну, 388 — Баїма (Бориса) Болтіну, 240 — карачевського голови Івана Буцнева та путивльського стрілецького голови, прізвище якого невідомо.
Московська держава сподівалася посилити залогу Новгород-Сіверського також використавши біженців (приблизно 550) з Новгород-Сіверського повіту, що вийшли під Путивль після початку війни і яким путивльські воєводи наказали стати сторожкою біля чернігівської дороги, однак війська Речі Посполитої, які з’явилися 27 лютого 1633 року під Путивлем поклали край цим сподіванням.

Незважаючи на нечисленність залоги Новгород-Сіверського, Іван Бобрищев-Пушкін, користуючись тим, що загони Речі Посполитої штурмують Путивль, відправляв загін (250 воїнів) з Наумом Пушкіним під замочки Блистова й Мена.
1 березня 1633 року загони «охочих» людей рушили зі Стародуба до Новгород-Сіверського, сподіваючись йти до Дону, оскільки царським наказом було визначено дітям боярським і козакам повернутися в армію воєводи Михайла Шеїна під Смоленськ, а «охочим» людям — «хто звідки прийшов». Назустріч їм зі Стародуба вийшов Іван Єропкін із загоном. Вмовляння підкоритися царському наказу не дали великих результатів (лише сто осіб «відстали від злодіїв»), а «багато інших злодіїв… почали… битися» з царськими військами, які не пропускали їх повз Новгород-Сіверський.

За таких обставин, та зважаючи на те, що великі сили кримських та ногайських загонів під керівництвом Мурабек Гірея в липні-серпні 1633 року прорвалися через кордон на річці Оці й дійшли до Кашири, багато дітей боярських із прикордонних міст, через те, що в «багатьох маєтки і вотчини завойовані, і матерів, і дружин, і дітей у полон спіймали» почали масово втікати.
Залога Новгород-Сіверського була дуже деморалізована. До середини серпня 1633 року з Новгорода-Сіверського втекло 100 курських дітей боярських, 70 курських стрільців, 100 чернігівських стрільців.
Наприкінці березня цар надав грамоти про виділення для міста з Рильська 600 пудів солі, а на початку липня про відправку 500 чвертей жита із Севська. Але було вже запізно.

Не кращий стан був і з міськими укріпленнями. Острог у багатьох місцях завалився. Після перебування в Москві посланця воєводи Боїма (Бориса) Болтіна, цар виділив у середині червня 400 рублів для ремонту замку Новгород-Сіверського. Окремим наказом від 19 липня 1633 року, у Новгороді-Сіверському мав постати новий острог, обведений ровом та обкладений з обох боків дубовим кругляком Стіни мали бути із загостренням вгорі та терасою розташованих на різній висоті бійниць. Доповнювати його повинні дубові ворота і круглі або чотирикутні, глухі вежі. Між ровом і острогом планувалося поставити попереджувальний частокіл. Для уникнення швидкого руйнування веж і стін, пропонувалося обшити їх драницею. Царським наказом зобов’язано зведену систему укріплень скреслити на папері і план надіслати до Москви.

Для реалізації цих заходів, було надіслано столяра Захара Семенова. На допомогу йому з Рильська, Севська і Брянська, повинні були надіслати з п’ять помічників. Для посилення залоги, посланець до Москви В. Люшин привіз 50 мушкетів та понад 9-пудовий дзвін, який пропонувалося встановити на вежі.

Поступове накопичення сил на Сіверщині дало можливість Речі Посполитій перехопити ініціативу. Уже у квітні 1633 року польський загін був під Новгород-Сіверський, але безуспішний штурм був порівняно легко відбитий. Наприкінці 1633 року у 20 верстах від Новгорода-Сіверського Любим Люшин зі людьми служивими полонив п’ятьох черкас.
Розрядний приказ зазначає про прихід для розвідки 10 січня 1634 року в Новгород-Сіверський повіт 500 запорізьких козаків, які надіслані з Прилук князем Яремою Вишневецьким.
Полонені, захоплені загоном Дмитра Кареєва, повідомляли про намір Яреми Вишневецького йти під Новгород-Сіверський.
За таких обставин новгород-сіверський воєвода Баїм (Борис) Болтін писав до Москви, що місто утримує всього 360 ратних людей.

Обіцяна царем допомога була лише частково. Севський воєвода Федір Тимофійович Пушкін не надіслав жодного з наказаних для відправки 150 стрільців, 100 дітей боярських та 100 інших ратних людей. Від Курського воєводи Петра Ромодановського надійшло лише 62 стрільці, замість 100 боярських дітей, відповідно до царського наказу.

8 жовтня розвідка виявила за 12 верст від Новгорода-Сіверського на чернігівській дорозі супротивника. Вранці наступного дня почався штурм замку. Взяті під час облоги полонені, під час допиту показали, що під Новгород-Сіверський прибули полковники Розсудовський і Подлеський. Також очікувався прихід загону Тишкевича.

Подальші події під Смоленськом були не на користь Новгород-Сіверського.

## Наслідки
В 1632–1634 рр. Подесення, яке внаслідок Деулінського перемир`я стало порубіжжям, не було ареною широкомасштабних бойових дій, які вилилися в запеклі сутички, але супроводжувалися захопленням міст та поселень і виведенням у полон жителів прикордоння, завдаючи жахливих спустошень. Міста регіону були майже знищені, а населення регіону активно емігрувало. Православні до Московської держави, а осадники до руських воєводств Речі Посполитої і Великого князівства Литовського.

Блокада й капітуляція московського війська під Смоленськом у 1634 році поставила хрест на успіхах Москви під Новгород-Сіверським.
Сам Новгород-Сіверський, як і навколишня територія навколо нього стала практично пусткою. Місто було спалено, навколишні поселення розорені, населення вбито або виведене сторонами конфлікту, економічний потенціал знищений.

Загроза нової війни зі Швецією й нападу з боку Туреччини змусили Річ Посполиту піти на перемир’я з Московською державою. 17 травня 1634 почалися переговори про мир у селі Семлево на річці Поляновці. У результаті 3 червня того самого року був підписаний Поляновський мирний договір, відновлючий передвоєнний status quo.

Московська держава поступалася Речі Посполитій у тому числі й Новгород-Сіверським з артилерією, боєприпасами й архівами, а також з усіма жителями, яким заборонялося переходити до Московської держави, крім осіб духовного й купецького звання.
Зі створенням окремого Чернігівського воєводства та Новгород-Сіверського повіту в його складі, почалося активне заселення краю великими магнатами землевласниками, які мали на те ресурси та можливості.

До Визвольної війни залишилося 14 років.